# 達爾瑪巴
達爾瑪巴(梵文：Gharbari or Gharbaripa)，印度大乘密宗人士，八十四成就者之一。

## 簡介
達爾瑪巴，意思是「持有佛法的人」。他是一名住在波丹納噶拉的班智達，雖擁有淵博的佛法知識，卻從未依次地如實修行。後因失明驚覺無常，明白佛法應透過老實修行獲得。當晚一空行母給予他灌頂與教授，經過五年修持，返老還童如八歲之姿，之後利益眾生，最終進入空行淨土。